# James Matthew Barrie

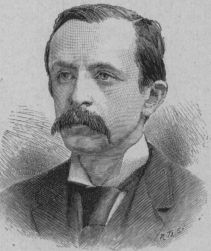
J.M. Barrie

Sir James Matthew Barrie OM (9 de maig de 1860 - 19 de juny de 1937), més conegut com a J. M. Barrie, va ser un novel·lista i dramaturg escocès. És especialment famós per haver creat el personatge de Peter Pan, basat en els seus amics, els xiquets Llewellyn-Davies.
Segon de deu germans, Barrie va nàixer a Kirriemuir, Angus i va ser educat a The Glasgow Academy i la Universitat d'Edimburg. Va exercir de periodista a Nottingham, després a Londres, i després es va dedicar a la literatura, primer a la novel·la i posteriorment al teatre.
Nomenat baronet l'any 1913, el 1922 va ser nomenat Membre de l'Orde del Mèrit, Barrie està soterrat a Kirriemuir junt amb els seus pares, la seua germana i el seu germà major David, el qual havia mort en un accident de patinatge just abans del seu catorzè aniversari.

## Infantesa
J. M. Barrie va nàixer en el si d'una adinerada família britànica victoriana. Quan tenia 6 anys, el seu germà de 13 David, el favorit de sa mare, va morir. Sa mare mai no es va recuperar de la pèrdua, i va ignorar J. M. Per exemple, quan entrava en una habitació on estava sa mare, aquesta sempre deia «David, ets tu? Pots ser tu?» i quan advertia que era James, afegia «ah, només ets tu.» Son pare no es relacionava en absolut amb els infants. Com a resultat d'aquest abandó emocional i del probable abús psicològic, James va patir nanisme psicogènic: va deixar de créixer i mai va desenvolupar la pubertat. Va arribar a l'edat adulta sense haver crescut més d'1,47 m.

## Carrera literària

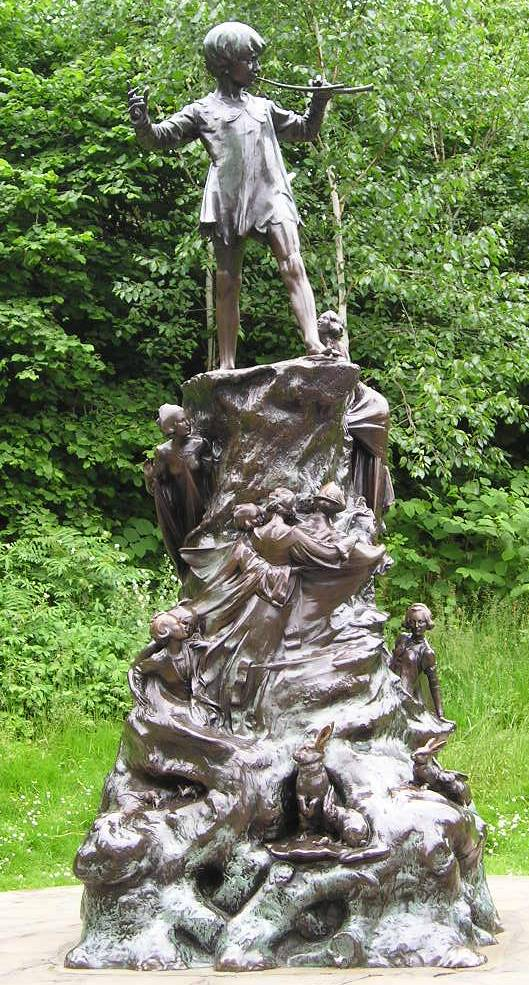
Estàtua de Peter Pan als Jardins de Kensington, Londres

Barrie va ambientar les seues primeres novel·les a Kirriemuir, a la qual es referia com Thrums (‘Flocs'), potser perquè son pare va treballar com a teixidor. Sovint va escriure també diàlegs en escocès. Més tard va escriure obres teatrals incloent-hi Carrer Quality (1901), El que saben totes les dones (1908) i L'admirable Crichton (1902). La seua última obra teatral, David (1936), dramatitzava la història bíblica del rei Saül i del jove David. Com el de Peter Pan, el paper de David va ser interpretat per una dona, Elisabeth Bergner.
Les seues novel·les de Thrums van gaudir d'un enorme èxit quan van ser publicades, començant per Auld Licht Idylls (1888). Li va seguir A Window in Thrums (1889), i El petit ministre (1891). Les seues dues novel·les de Tommy, El sentimental Tommy i Tommy i Grizel van veure la llum l'any 1896 i l'any 1902 respectivament. Tracten de temes molt més directament relacionats amb el que acabaria convertint-se en Peter Pan. La primera aparició d'aquest personatge es produeix a El petit ocell blanc (1901).
Barrie va escriure l'any 1891 Ibsen's Ghost, una paròdia del drama d'Henrik Ibsen Espectres que acabava de ser representada per primera vegada a Anglaterra per la Independent Theatre Society dirigida per J. T. Grein. L'obra de Barrie va ser estrenada el 31 de maig al Toole's Theatre de Londres. Barrie semblava apreciar els mèrits d'Ibsen: fins i tot William Archer, traductor de les obres d'Ibsen a l'anglès, va gaudir de l'humor de l'obra i la va recomanar.
Peter Pan va ser representada per primera vegada el 27 de desembre de 1904. l'any 1924, l'autor va especificar que els drets d'autor de l'obra serien a benefici del Great Ormond Street Hospital de Londres. L'estat actual d'aquests drets d'autor és complex.
Barrie, junt amb altres autors teatrals, va estar implicats en els intents de 1909 i 1911 de desafiar la censura de Lord Chamberlain sobre la producció teatral de Londres.

## Amistats
Barrie, Arthur Conan Doyle i Robert Louis Stevenson van ser amics des de la Universitat. Els tres van ser alumnes de la Universitat d'Edimburg i també van treballar en el periòdic de la facultat. J. M. Barrie va conéixer Thomas Hardy a través de Hugh Clifford mentre va estar residint a Londres.

## La família Llewelyn-Davies
La família Llewelyn-Davies estava formada pels pares Arthur (1863–1907) i Sylvia (1866–1910), filla de George Du Maurier, i els seus cinc fills George Llewelyn-Davies (1893–1915), John Llewelyn-davies o Jack (1894-1959), Peter Llewelyn-Davies (1897–1960), Michael Llewelyn-Davies (1900–1921) i Nicholas Llewelyn-Davies o Nico (1903–1980).
Barrie va entrar en contacte amb la família l'any 1897 o el 1898 després de conèixer George i Jack amb la seua passejadora Mary Hodgson en els Jardins de Kensington de Londres, on solia anar mentre passejava el seu gos Porthos, perquè vivia prop. No va conèixer Sylvia fins més tard, en una trobada casual durant un sopar.
Es va convertir en un segon pare per als nois i, quan aquests van quedar orfes, en el seu guardià. Algunes fonts afirmen que el testament de sa mare estipulava que la germana de la passejadora havia de prendre'n la custòdia i que Barrie el va falsificar o el va malinterpretar involuntàriament (la germana de la passejadora s'anomenava Jenny, mentre que la família Davies anomenava familiarment Jimmy a Barrie). Tanmateix, estava clar que era l'únic amb temps i recursos suficients per a mantenir els infants i Sylvia no volia que els seus fills foren repartits entre els parents.
Encara que alguns poden trobar sospitosa aquesta amistat amb els xiquets, no pareix haver-hi evidència alguna de què ocorreguera quelcom inapropiat i el menor d'ells, Nico, va negar rotundament que Barrie s'haguera comportat deshonestament alguna vegada. Barrie estava casat amb l'actriu Mary Ansell, però el matrimoni no tenia vida sexual, ni per tant fills, i va acabar en divorci.
Barrie era el padrí de Peter Scott.
L'estàtua de Peter Pan en els Jardins de Kensington, erigida en secret a la nit per a la May Morning de 1912, es devia suposadament haver inspirat en una fotografia de Michael, però l'escultor va decidir usar un altre xiquet com a model, deixant Barrie molt decebut amb el resultat. «No mostra al dimoni dins de Peter», va dir.
Barrie va patir un gran dolor amb la mort de dos dels xiquets Llewelyn-Davies. George va morir en servei (1915) durant la Primera Guerra Mundial. Michael, amb qui Barrie mantenia una correspondència diària, es va ofegar l'any (1921) en un possible pacte suïcida un mes abans del seu vint-i-unè aniversari, quan nadava en unes conegudes aigües perilloses d'Oxford amb el seu amic i possible amant Rupert Errol Victor Buxton. Alguns anys després de la mort de Barrie, Peter Davies, després editor, va escriure el seu llibre Morgue, incloent-hi molta informació familiar i comentaris sobre Barrie. A l'edat de 63 anys Peter es va suïcidar llançant-se davant d'un tren del Metro de Londres.

## Biografies cinematogràfiques
La BBC va produir l'any 1978 una guardonada mini-sèrie d'Andrew Birkin, The Lost Boys (també titulada J.M. Barrie and the Lost Boys), protagonitzada per Ian Holm com Barrie i Ann Bell com Sylvia. Hom considera que reflecteix els fets amb fidelitat, fins i tot l'assumpte de l'afecte de Barrie pels nois. El paper d'Arthur Llewelyn-Davies està interpretat per Tim Piggot-Smith.
Una pel·lícula mig fictícia sobre la seua relació amb la família, Finding Neverland, va ser estrenada l'any 2004, amb Johnny Depp com Barrie i Kate Winslet com Sylvia Llewelyn-Davies. Va ometre a Arthur i Nico.